# Вуазен, Габриель
Габрие́ль Вуазе́н (фр. Gabriel Voisin; 5 февраля 1880, Бельвиль, (Рона) — 25 декабря 1973, Озне) — французский пионер авиации, конструктор аэропланов и автомобилей, предприниматель. Старший брат Шарля Вуазена.

## Биография
Братья Вуазен выросли без отца, бросившего семью. Мать перевезла детей к деду, владевшему фабрикой в Нойвиле, который и стал главным воспитателем мальчиков. После смерти деда Габриель получил образование в художественной школе в Лионе и в инженерной школе в Париже.

### Ранние опыты
В 1900 Габриель Вуазен впервые столкнулся с воздухоплаванием, встретив Клемента Адера. Начиная с 1904 года, братья совместно с Луи Блерио экспериментировали с поплавковыми планёрами на Сене. Средства на эти опыты предоставил парижский меценат Эрнест Аршдикон, создатель Французского Аэроклуба. В июне 1905 буксируемый моторной лодкой планёр Вуазена поднялся на высоту 20 метров; приводняясь, Габриель чуть не утонул.
В 1906—1907 братья Вуазены построили и испытали первый европейский аэроплан, действительно способный летать (более ранние конструкции Траяна Вуя и Альберто Сантос-Дюмона были способны лишь на кратковременные неуправляемые подскоки). 16 марта 1907 Шарль Вуазен поднялся в воздух на новой машине, сконструированной Габриелем по схеме биплана с толкающим винтом и передними рулями высоты. Этот аэроплан братья построили по заказу Леона Делагранжа, под вывеской основанной в 1906 фирмы «Братья Вуазен». 13 января 1908 Анри Фарман на аэроплане Вуазена выполнил замкнутый километровый круг и смог приземлиться там же, где и взлетел. Тем самым Фарман доказал управляемость машины — которая, однако, существенно уступала отлаженной конструкции братьев Райт. Но в отличие от аэроплана братьев Райт, который для взлёта требовал особую катапульту, оснащённый колёсами биплан Вуазена взлетал самостоятельно. В 1909 государство признало труды Вуазена, сделав его в 29 лет офицером Почётного легиона.

### Серийные модели
Анри Фарман не только сделал аэроплан Вуазена знаменитым, но и существенно усовершенствовал его, в том числе оборудовал элеронами, сохранёнными Вуазеном в его последующих машинах. В 1910 в небо полетел Canard Voisin — первый серийный аэроплан, построенный по схеме «утки». Оборудовав его поплавками Анри Фабра, Вуазен получил гидросамолёт, который в 1912 встал на вооружение ВМФ Франции, став первым в мире самолётом морского базирования (на плавбазе «Фудр»).
В 1914 был выпущен Voisin III — двухместный одномоторный бомбардировщик-разведчик, нёсший в дополнение к пулемёту до 150 кг бомб. В сентябре 1914 французы сформировали первые специальные бомбардировочные эскадрильи, вооружённые Voisin III; 5 октября 1914 Voisin III сбил в небе над Реймсом немецкого разведчика — первая победа французских ВВС в Первой мировой войне.; 26 мая 1915 18 «Вуазенов» совершили налёт на завод отравляющих газов в Людвигсхафене. Всего за годы войны только во Франции выпустили около 800 машин этого типа и около 300 Voisin V. В России «Вуазены» производили предприятия В. А. Лебедева, А. А. Анатра и московский «Дукс»; на них летали Б. В. Сергиевский, М. В. Водопьянов и другие лётчики.
Двухмоторный биплан-бомбардировщик Voisin XII 1918 года в серию не пошёл. Габриель Вуазен не сумел вовремя предложить скоростные машины, и был оттеснён от потока военных заказов более успешными фирмами Луи Блерио (SPAD), Луи Бреге (Breguet) и Густава Деляжа (Nieuport).

### Автомобили
После войны Вуазен, не желавший более строить орудия убийства, обратился к проектированию автомобилей. В 1919 году он развернул в цехах бывшего авиазавода производство автомобильных двигателей Найта, одновременно проектируя автомобильные кузова. Будучи одновременно и инженером с авиационной «культурой веса», и художником, Вуазен широко использовал алюминиевые сплавы, выпуская автомобили лёгкие, изящные и при этом дорогие в производстве. Среди его сотрудников были такие личности, как дизайнер Андре Тальмон («Ноэль-Ноэль»), соавтор кузовов Voisin, и Андре Лефевр — будущий главный конструктор Citroën, автор проектов 2CV и «богини» Citroën DS.
В 1923 году Вуазен создал первый гоночный автомобиль с несущим кузовом-монококом. Примерно до 1930 года, пока собственное моторное производство выпускало слабые 4-х и 6-цилиндровые двигатели, машины Вуазены были относительно компактными; с проектом 12-цилиндрового, 5-литрового мотора фирма перешла в сегмент самых роскошных и больших машин. Однако после великой депрессии рынок пришёл в упадок, а вместе с ним и фирма Вуазена; по его рекомендации, Лефевр перешёл работать в Renault, а Тальмон покинул фирму из-за «творческих разногласий». 12-цилиндровый мотор так и не пошёл в серию: модели 30-х годов Вуазен комплектовал 6-цилиндровыми рядными моторами Найта.
В 1934 году Вуазен, не связанный более мнением партнёров-дизайнеров, отказался от броских кузовов в стиле ар деко; на смену им пришли низкие, «аэродинамические», и ещё более дорогие машины (Voisin С28 стоил на четверть дороже Bugatti 57). При этом конструктор смог удержать снаряжённую массу автомобиля длиной 4.8 м с трёхметровой базой и трёхлитровым мотором в пределах 1150 кг.
В 1938 году Avions Voisin была поглощена компанией авиационных моторов Гном-Рон; последнее базовое шасси Вуазена, C28 с мотором Найта, было выпущено в 1935—1937 годах тиражом в 61 единицу; самый роскошный вариант этой машины, Voisin C28 Saliot Cabriolet, был построен в количестве (предположительно) двух экземпляров, один из которых сохранился в США.
После Второй мировой войны, используя опыт мотоциклетного подразделения Гном-Рон, Вуазен спроектировал сверхмалый, сверхдешёвый автомобильчик с одноцилиндровым 200-кубовым моторчиком, который под именем Biscúter был выпущен 12-тысячной серией во франкистской Испании. В 1960 году конструктор удалился на покой.
Наработки этого талантливого инженера-конструктора не остались забыты в тени веков, впоследствии его новаторскими подходами в проектировании автомобилей начали пользоваться многие марки, как продолжателей ценных традиций автомобилей класса люкс, таких как Bugatti, Rols-Roys и Bentley. А дизайн некоторых моделей, например Morgan Plus 8 (светотехника, сама концепция кабриолета, с открытым верхом, двухместная компоновка, обриз силуэта) перекликался с когда то созданными моделями ранее Вуазеном (в частности с Voisin C28 Saliot Cabriolet).

## Награды
- Большая золотая медаль SEP (1948)